# Shōkō
Kaiser Shōkō (jap. 称光天皇, Shōkō-tennō; * 12. Mai 1401; † 30. August 1428) war der 101. Tennō von Japan (5. Oktober 1412–30. August 1428). Sein Eigenname war Mihito (実仁).
Shōkō regierte vom 5. Oktober 1412 bis 30. August 1428. Die eigentliche Macht lag aber bei den Shōgunen des Ashikaga-Shōgunats. Shōkō starb 1428 ohne Sohn und ohne seine Nachfolge zu entscheiden. Nach seinem Tod setzte sein Vater, der abgedankte Kaiser Go-Komatsu einen Prinzen als kaiserlichen Nachfolger ein, der vom Gegenkaiser Sukō abstammte, Go-Hanazono.
Er verstarb im August 1428 im Alter von 27 Jahren.